# Schoonvegen van de Dam

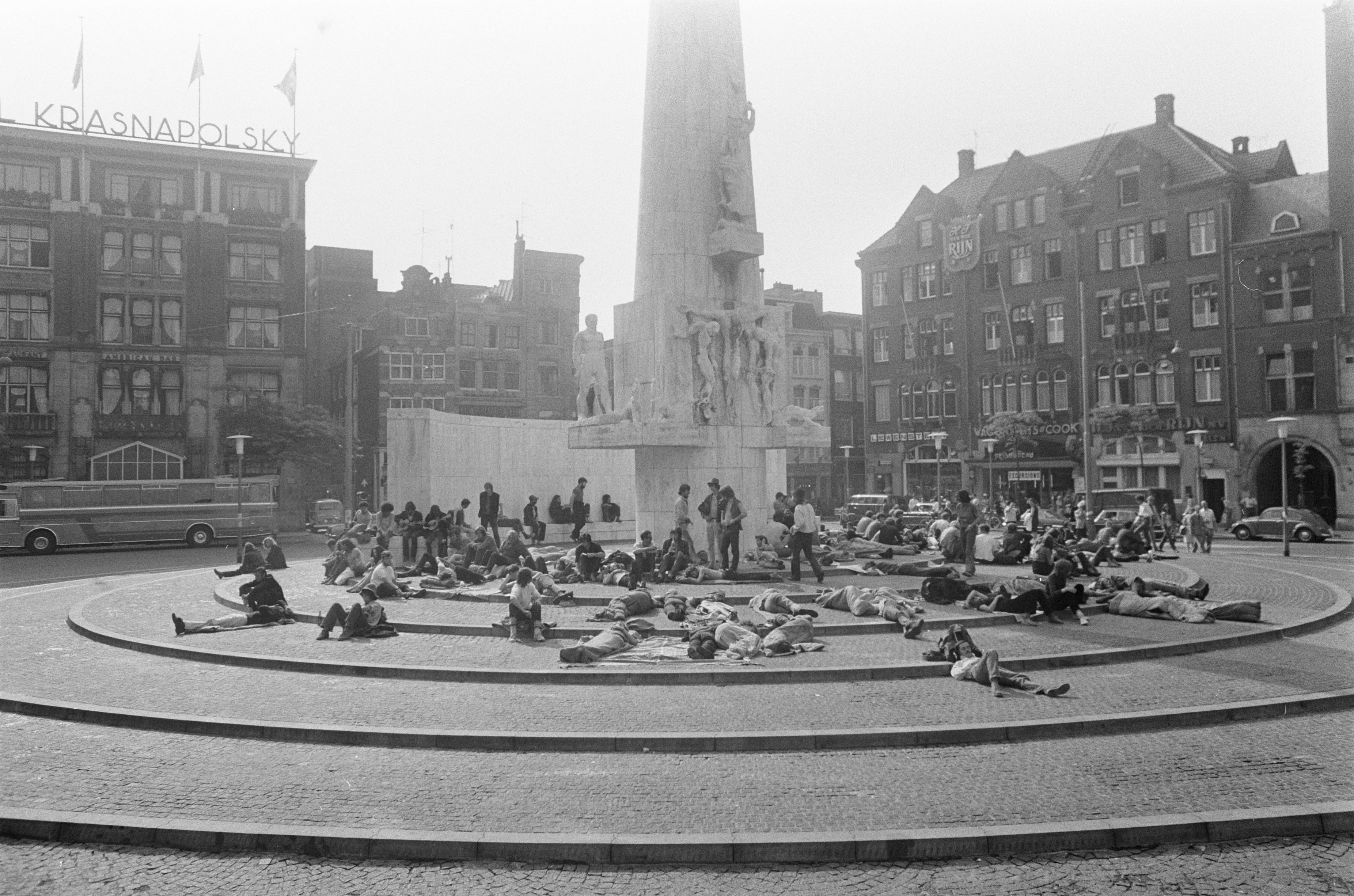
Jongeren op de Dam na schoonmaken in 1969

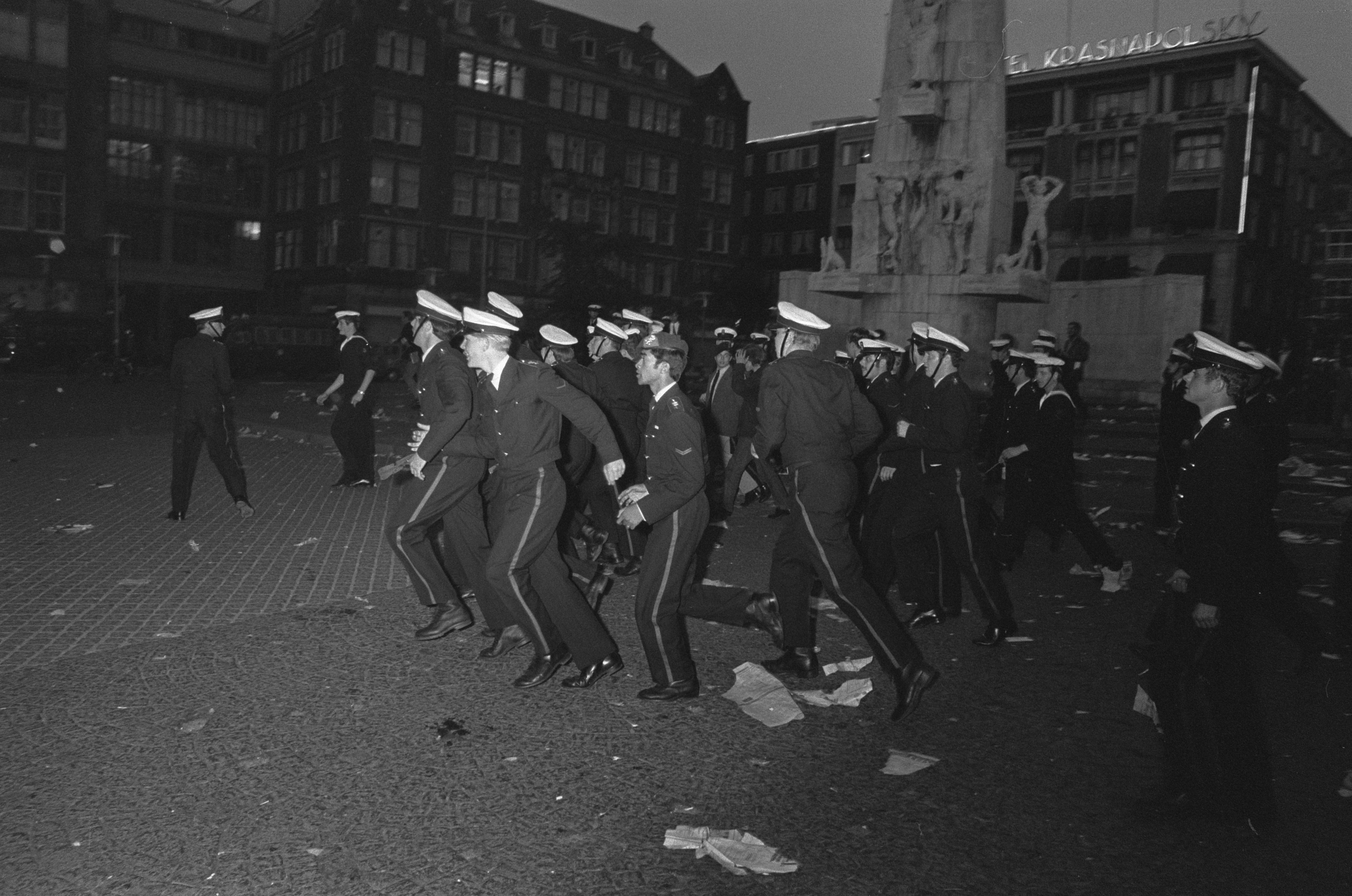
Mariniers trekken op over de Dam.

Met het schoonvegen van de Dam wordt de actie aangeduid waarmee manschappen van het Korps Mariniers en van de Koninklijke Marine op 25 augustus 1970 hippies van de Amsterdamse Dam verjoegen.

## Aanleiding

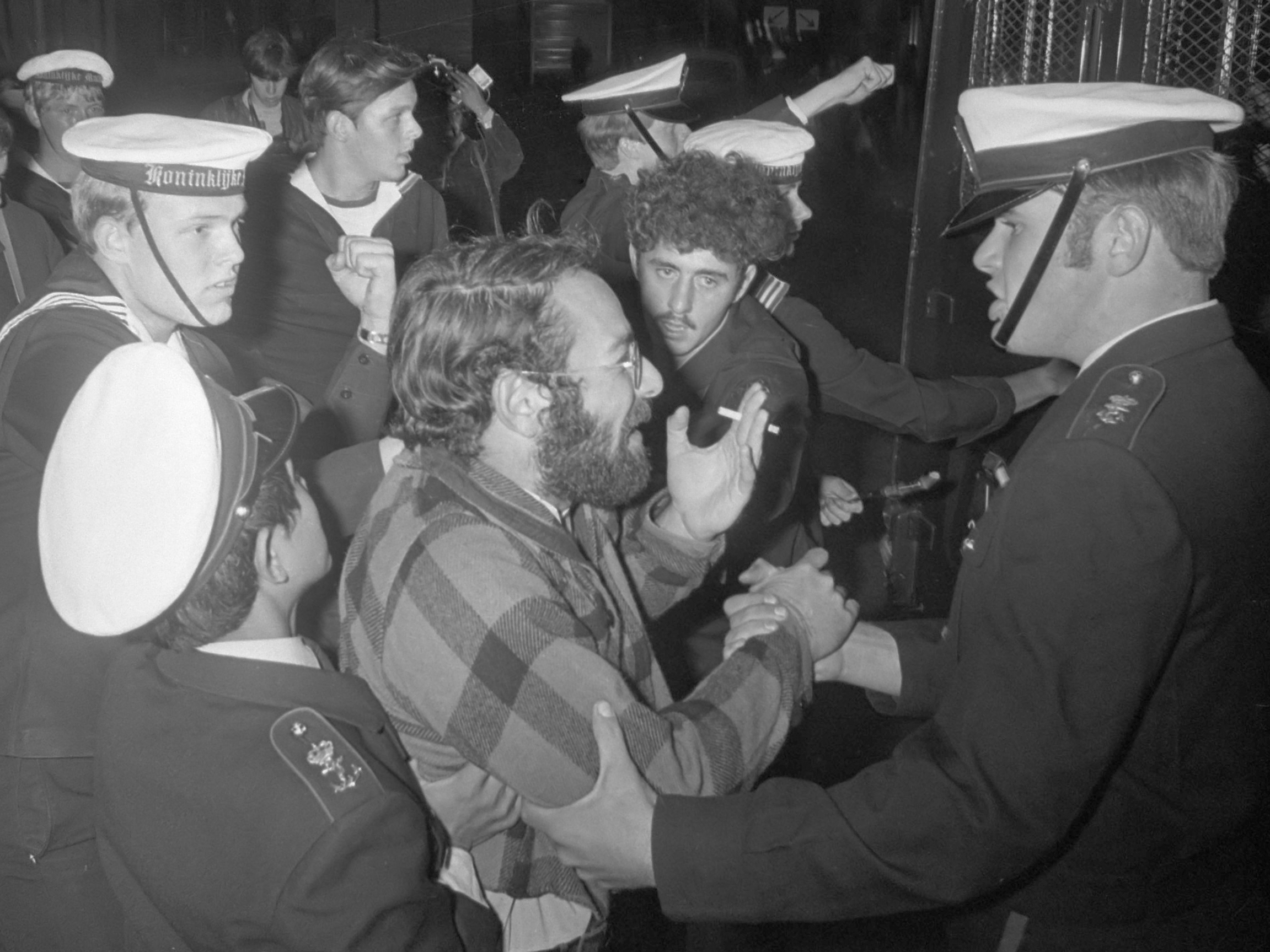
Mariniers sturen een man weg (1970)

Aan het eind van de jaren zestig trokken hippies van heinde en verre naar het monument op de Dam om er in de zomer in de open lucht te bivakkeren; soms verbleven er enkele honderden. Het verschijnsel had voor- en tegenstanders. Het Amsterdamse gemeentebestuur liet het aanvankelijk oogluikend toe, maar het leverde problemen op met betrekking tot de openbare orde en hygiëne. De gemeente Amsterdam wilde in 1969 al een eind maken aan het slapen op de Dam. In 1970 kwam de gemeente, met aan het hoofd burgemeester Samkalden, met een verbod.

## Verbod
Het verbod ging in op 24 augustus 1970 en leidde tot heftige rellen, waarbij 50 gewonden vielen en plunderingen voorkwamen. De volgende dag was het nog niet rustig op de Dam en besloten 80 man uit Doorn en Den Helder het recht in eigen hand te nemen. Zij sloegen de hippies met knuppels en koppelriemen van de Dam. Deze actie leidde tot wisselende reacties in de Nederlandse samenleving; naast afkeuring (zo sprak dagblad Het Vrije Volk van "terreur in wapenrok") was er ook sympathie voor de actie, die onder meer door De Telegraaf werd verwoord met:

Wanneer maatregelen tegen deze marinemannen worden overwogen, dan verdienen deze mensen in ieder geval de grootste clementie. Want het Nationaal Monument was al maandenlang een zwijnestal. De burgemeester [...] kan de zaken niet aan of hij wil het niet. En dan gebeurt zoiets.

Premier De Jong keurde de actie officieel scherp af, maar gaf later in een vraaggesprek aan sympathie voor de actie te hebben gehad.

## Schoonvegen Centraal Station
Dit was de tweede keer dat mariniers en matrozen ongevraagd in Amsterdam ingrepen. Op 4 april 1967 veegden zij de hal van het Centraal Station schoon van groepen nozems. De nozems zouden hun verloofdes hebben lastiggevallen. Naast een pak slaag kregen sommige nozems ook nog ongevraagd een knipbeurt. Deze twee gebeurtenissen worden weleens met elkaar verward.

## Bestraffing
De leiding van de Marine keurde de actie af; de manschappen werden voor hun optreden op de Dam krijgstuchtelijk gestraft met enkele dagen 'verzwaard arrest'; enkelen moesten zich voor de krijgsraad verantwoorden, van wie één werd veroordeeld, en wel tot een geldboete van ƒ 100,-.
Voor het 'schoonvegen' van het Centraal Station in 1967 werd in het geheel niemand gestraft.